# Lindera assamica
Lindera assamica är en lagerväxtart som först beskrevs av Meisner, och fick sitt nu gällande namn av Wilhelm Sulpiz Kurz. Lindera assamica ingår i släktet Lindera och familjen lagerväxter. Inga underarter finns listade i Catalogue of Life.